# Богослов
 Тази статия е за занимаващите се с богословие.  За селото в Западна България вижте Богослов (село).  
Богословът (или теолог) се занимава с богословие. Обикновено се говори за богослови в контекста на теизма и особено монотеизма (юдаизъм, християнство и ислям).
В зависимост от теологичната област богословите се подразделят на:
- старозаветни
- новозаветни
- догматици
- фундаментални
- морални
- църковни историци
- литургични
- пасторални
- социално-етични и др.